# Saison 1 de Counterpart
 (novembre 2018).
Si vous disposez d'ouvrages ou d'articles de référence ou si vous connaissez des sites web de qualité traitant du thème abordé ici, merci de compléter l'article en donnant les références utiles à sa vérifiabilité et en les liant à la section « Notes et références ».
Chronologie
Saison 2
Cet article présente le guide des épisodes de la première saison de la série télévisée américaine Counterpart.

## Distribution

### Acteurs principaux
- J. K. Simmons (VFB : Patrick Waleffe) : Howard Silk
- Olivia Williams (VFB : Colette Sodoyez) : Emily Burton Silk
- Harry Lloyd (VFB : Alexis Flamant) : Peter Quayle
- Ulrich Thomsen (VFB : Daniel Nicodème) : Aldrich
- Nazanin Boniadi (VFB : Nancy Philippot) : Clare Fancher
- Nicholas Pinnock (VFB : Laurent Vernin) : Ian Shaw
- Sara Serraiocco (VFB : Sophie Pyronnet) : Nadia Fierro / « Baldwin »
- Mido Hamada (en) : Cyrus
- Jamie Bamber (VFB : Alexandre Crépet) : Eric Burton

### Acteurs récurrents
- Kenneth Choi : Bob Dwyer
- Stephen Rea (VFB : Peppino Capotondi) : Alexander Pope
- Richard Schiff (VFB : Patrick Donnay) : Roland Fancher
- Sarah Bolger (VFB : Audrey Devos) : Anna
- Nolan Gerard Funk : « Angel Eyes »
- Christiane Paul (VFB : Micheline Tziamalis) : Mira
- Bernhard Forcher (VFB : Olivier Segura) : Andrei
- Guy Burnet (VFB : Pierre Le Bec) : Claude Lambert
- Bjorn Johnson (VFB : Franck Dacquin) : Heinrich
- Liv Lisa Fries (VFB : Barbara Borguet) : Greta

## Épisodes

### Épisode 1:La Croisée
- États-Unis : 10 décembre 2017 sur Starz
- France : 22 janvier 2018 sur OCS Max

Howard Silk est un petit bureaucrate du bas de l’échelle dans une agence de l’ONU basée à Berlin et appelée le Bureau d'Échange. Il travaille dans la division d'Interface, échangeant des messages codés avec un autre agent. Malgré sa longue expérience, Howard n'a jamais appris le but d'Interface ou du Bureau d’Echange. Peter Quayle, le directeur du département de Stratégie, lui refuse une promotion dans son département, invoquant l'âge d'Howard et sa carrière terne. Après le travail, comme tous les soirs, Howard rend visite à sa femme Emily qui est dans le coma après avoir été heurtée par une voiture. Le lendemain, Howard est emmené dans une pièce avec Quayle et Aldrich, responsable de la sécurité de l'antenne. Un homme identique à Howard est amené : Howard Bis.

### Épisode 2:Qui se ressemble s'assemble
- États-Unis : 28 janvier 2018 sur Starz

### Épisode 3:Une monnaie d'échange
- États-Unis : 4 février 2018 sur Starz

### Épisode 4:Dans la peau de l'autre
- États-Unis : 11 février 2018 sur Starz

### Épisode 5:L'École
- États-Unis : 18 février 2018 sur Starz

### Épisode 6:La Taupe
- États-Unis : 25 février 2018 sur Starz

### Épisode 7:Faux-semblant
- États-Unis : 4 mars 2018 sur Starz

### Épisode 8:Cher mensonge
- États-Unis : 11 mars 2018 sur Starz

### Épisode 9:No Man's Land-1repartie
- États-Unis : 18 mars 2018 sur Starz

### Épisode 10:No Man's Land-2epartie
- États-Unis : 1er avril 2018 sur Starz